# Vols espacials abans de 1951
Aquest article és una llista de vols espacials coneguts posats en marxa abans de 1951.

## Llançaments
| Data i hora (UTC)    | Coet | Coet                                                           | Plataforma de llançament                            | Plataforma de llançament                            | LSP                                                | LSP                                                |
| -------------------- | --- | -------------------------------------------------------------- | --------------------------------------------------- | --------------------------------------------------- | -------------------------------------------------- | -------------------------------------------------- |
| Data i hora (UTC)    | Càrrega útil | Operador                                                       | Òrbita                                              | Funció                                              | Deteriorament (UTC)                                | Resultat                                           |
| Data i hora (UTC)    | Comentaris |                                                                |                                                     |                                                     |                                                    |                                                    |
| 1944                 | |                                                                |                                                     |                                                     |                                                    |                                                    |
| Juny                 | Alemanya - V-2 | Alemanya - V-2                                                 | Alemanya - Peenemünde                               | Alemanya - Peenemünde                               | Alemanya - Wehrmacht                               | Alemanya - Wehrmacht                               |
| Juny                 | | Wehrmacht                                                      | Suborbital                                          | Prova de míssils                                    |                                                    | Reeixit                                            |
| Juny                 | El primer objecte fet per l'home en creuar el que després es defineix com la línia de Kármán i, per tant, el primer vol espacial. Prova vertical, apogeu: 176 km |                                                                |                                                     |                                                     |                                                    |                                                    |
| Juny                 | Alemanya - V-2 | Alemanya - V-2                                                 | Alemanya - Peenemünde                               | Alemanya - Peenemünde                               | Alemanya - Wehrmacht                               | Alemanya - Wehrmacht                               |
| Juny                 | | Wehrmacht                                                      | Suborbital                                          | Prova de míssils                                    |                                                    | Error de llançament                                |
| Juny                 | Prova de Vertical, mal funcionament del sistema de guia |                                                                |                                                     |                                                     |                                                    |                                                    |
| Juny                 | Alemanya - V-2 | Alemanya - V-2                                                 | Alemanya - Peenemünde                               | Alemanya - Peenemünde                               | Alemanya - Wehrmacht                               | Alemanya - Wehrmacht                               |
| Juny                 | | Wehrmacht                                                      | Suborbital                                          | Prova de míssils                                    |                                                    | Reeixit                                            |
| Juny                 | Prova de Vertical, apogeu: 189 km |                                                                |                                                     |                                                     |                                                    |                                                    |
| 14 de setembre       | Alemanya - V-2 | Alemanya - V-2                                                 | Alemanya - Peenemünde                               | Alemanya - Peenemünde                               | Alemanya - Wehrmacht                               | Alemanya - Wehrmacht                               |
| 14 de setembre       | | Wehrmacht                                                      | Suborbital                                          | Prova de míssils                                    | 14 de setembre                                     | Reeixit                                            |
| 14 de setembre       | Primer viatge a l'espai amb la data d'enregistrament, d'assaig vertical, apogeu: 175 km                                                                          |                                                                |                                                     |                                                     |                                                    |                                                    |
| 7 de desembre 17:00  | Alemanya - V-2 | Alemanya - V-2                                                 | Alemanya - Peenemünde                               | Alemanya - Peenemünde                               | Alemanya - Wehrmacht                               | Alemanya - Wehrmacht                               |
| 7 de desembre 17:00  | Alemanya - Ma-333 | Wehrmacht                                                      | Suborbital                                          | Prova de míssils                                    | 7 de desembre                                      | Reeixit                                            |
| 7 de desembre 17:00  | Prova de Vertical, apogeu: 104 km |                                                                |                                                     |                                                     |                                                    |                                                    |
| 9 de desembre 17:10  | Alemanya - V-2 | Alemanya - V-2                                                 | Alemanya - Peenemünde                               | Alemanya - Peenemünde                               | Alemanya - Wehrmacht                               | Alemanya - Wehrmacht                               |
| 9 de desembre 17:10  | | Wehrmacht                                                      | Suborbital                                          | Prova de míssils                                    | 9 de desembre                                      | Reeixit                                            |
| 9 de desembre 17:10  | Prova de Vertical, apogeu: 106 km |                                                                |                                                     |                                                     |                                                    |                                                    |
| 1946                 | |                                                                |                                                     |                                                     |                                                    |                                                    |
| 16 d'abril 21:47     | Zones d'ocupació aliada a Alemanya - V-2 | Zones d'ocupació aliada a Alemanya - V-2                       | Estats Units - White Sands LC-33                    | Estats Units - White Sands LC-33                    | Estats Units - Exèrcit dels Estats Units d'Amèrica | Estats Units - Exèrcit dels Estats Units d'Amèrica |
| 16 d'abril 21:47     | | Exèrcit dels Estats Units d'Amèrica                            | Suborbital                                          | Radiació                                            | 16 d'abril                                         | Error de llançament                                |
| 16 d'abril 21:47     | El primer llançament del Projecte Hermes, apogeu: 8 km |                                                                |                                                     |                                                     |                                                    |                                                    |
| 10 de maig 21:15     | Zones d'ocupació aliada a Alemanya - V-2 | Zones d'ocupació aliada a Alemanya - V-2                       | Estats Units - White Sands LC-33                    | Estats Units - White Sands LC-33                    | Estats Units - Exèrcit dels Estats Units d'Amèrica | Estats Units - Exèrcit dels Estats Units d'Amèrica |
| 10 de maig 21:15     | | Exèrcit dels Estats Units d'Amèrica                            | Suborbital                                          | Emissions químiques                                 | 10 de maig                                         | Reeixit                                            |
| 10 de maig 21:15     | Llançament del Projecte Hermes, apogeu: 112 km, primer vol espacial nord-americà                                                                                 |                                                                |                                                     |                                                     |                                                    |                                                    |
| 29 de maig 21:12     | Zones d'ocupació aliada a Alemanya - V-2 | Zones d'ocupació aliada a Alemanya - V-2                       | Estats Units - White Sands LC-33                    | Estats Units - White Sands LC-33                    | Estats Units - Exèrcit dels Estats Units d'Amèrica | Estats Units - Exèrcit dels Estats Units d'Amèrica |
| 29 de maig 21:12     | | Exèrcit dels Estats Units d'Amèrica                            | Suborbital                                          | Emissions químiques                                 | 29 de maig                                         | Reeixit                                            |
| 29 de maig 21:12     | Llançament del Projecte Hermes, apogeu: 189 km |                                                                |                                                     |                                                     |                                                    |                                                    |
| 13 de juny 23:40     | Zones d'ocupació aliada a Alemanya - V-2 | Zones d'ocupació aliada a Alemanya - V-2                       | Estats Units - White Sands LC-33                    | Estats Units - White Sands LC-33                    | Estats Units - Exèrcit dels Estats Units d'Amèrica | Estats Units - Exèrcit dels Estats Units d'Amèrica |
| 13 de juny 23:40     | | Exèrcit dels Estats Units d'Amèrica                            | Suborbital                                          | Solar                                               | 13 de juny                                         | Reeixit                                            |
| 13 de juny 23:40     | Llançament del Projecte Hermes, apogeu: 117 km |                                                                |                                                     |                                                     |                                                    |                                                    |
| 28 de juny 19:25     | Zones d'ocupació aliada a Alemanya - V-2 | Zones d'ocupació aliada a Alemanya - V-2                       | Estats Units - White Sands LC-33                    | Estats Units - White Sands LC-33                    | Estats Units - Exèrcit dels Estats Units d'Amèrica | Estats Units - Exèrcit dels Estats Units d'Amèrica |
| 28 de juny 19:25     | | Exèrcit dels Estats Units d'Amèrica                            | Suborbital                                          | Solar                                               | 28 de juny                                         | Reeixit                                            |
| 28 de juny 19:25     | Llançament del Projecte Hermes, apogeu: 108 km |                                                                |                                                     |                                                     |                                                    |                                                    |
| 9 de juliol 19:25    | Zones d'ocupació aliada a Alemanya - V-2 | Zones d'ocupació aliada a Alemanya - V-2                       | Estats Units - White Sands LC-33                    | Estats Units - White Sands LC-33                    | Estats Units - Exèrcit dels Estats Units d'Amèrica | Estats Units - Exèrcit dels Estats Units d'Amèrica |
| 9 de juliol 19:25    | | Exèrcit dels Estats Units d'Amèrica                            | Suborbital                                          | Solar                                               | 9 de juliol                                        | Reeixit                                            |
| 9 de juliol 19:25    | Llançament del Projecte Hermes, apogeu: 134 km |                                                                |                                                     |                                                     |                                                    |                                                    |
| 19 de juliol 19:11   | Zones d'ocupació aliada a Alemanya - V-2 | Zones d'ocupació aliada a Alemanya - V-2                       | Estats Units - White Sands LC-33                    | Estats Units - White Sands LC-33                    | Estats Units - Exèrcit dels Estats Units d'Amèrica | Estats Units - Exèrcit dels Estats Units d'Amèrica |
| 19 de juliol 19:11   | | Exèrcit dels Estats Units d'Amèrica                            | Suborbital                                          | Ionosfèric                                          | 19 de juliol                                       | Error de llançament                                |
| 19 de juliol 19:11   | Llançament del Projecte Hermes, apogeu: 5 km |                                                                |                                                     |                                                     |                                                    |                                                    |
| 30 de juliol 23:40   | Zones d'ocupació aliada a Alemanya - V-2 | Zones d'ocupació aliada a Alemanya - V-2                       | Estats Units - White Sands LC-33                    | Estats Units - White Sands LC-33                    | Estats Units - Exèrcit dels Estats Units d'Amèrica | Estats Units - Exèrcit dels Estats Units d'Amèrica |
| 30 de juliol 23:40   | | Exèrcit dels Estats Units d'Amèrica                            | Suborbital                                          | Emissions químiques                                 | 30 de juliol                                       | Reeixit                                            |
| 30 de juliol 23:40   | Llançament del Projecte Hermes, apogeu: 162 km |                                                                |                                                     |                                                     |                                                    |                                                    |
| 15 d'agost 18:00     | Zones d'ocupació aliada a Alemanya - V-2 | Zones d'ocupació aliada a Alemanya - V-2                       | Estats Units - White Sands LC-33                    | Estats Units - White Sands LC-33                    | Estats Units - Exèrcit dels Estats Units d'Amèrica | Estats Units - Exèrcit dels Estats Units d'Amèrica |
| 15 d'agost 18:00     | | Exèrcit dels Estats Units d'Amèrica                            | Suborbital                                          | Solar                                               | 15 d'agost                                         | Error de llançament                                |
| 15 d'agost 18:00     | Llançament del Projecte Hermes, apogeu: 3 km |                                                                |                                                     |                                                     |                                                    |                                                    |
| 22 d'agost 17:15     | Zones d'ocupació aliada a Alemanya - V-2 | Zones d'ocupació aliada a Alemanya - V-2                       | Estats Units - White Sands LC-33                    | Estats Units - White Sands LC-33                    | Estats Units - Exèrcit dels Estats Units d'Amèrica | Estats Units - Exèrcit dels Estats Units d'Amèrica |
| 22 d'agost 17:15     | | Exèrcit dels Estats Units d'Amèrica                            | Suborbital                                          | Aeronomia                                           | 22 d'agost                                         | Error de llançament                                |
| 22 d'agost 17:15     | Llançament del Projecte Hermes |                                                                |                                                     |                                                     |                                                    |                                                    |
| 10 d'octubre 18:02   | Zones d'ocupació aliada a Alemanya - V-2 | Zones d'ocupació aliada a Alemanya - V-2                       | Estats Units - White Sands LC-33                    | Estats Units - White Sands LC-33                    | Estats Units - Exèrcit dels Estats Units d'Amèrica | Estats Units - Exèrcit dels Estats Units d'Amèrica |
| 10 d'octubre 18:02   | | Exèrcit dels Estats Units d'Amèrica                            | Suborbital                                          | Solar                                               | 10 d'octubre                                       | Reeixit                                            |
| 10 d'octubre 18:02   | Llançament del Projecte Hermes, apogeu: 164 km |                                                                |                                                     |                                                     |                                                    |                                                    |
| 24 d'octubre 19:15   | Zones d'ocupació aliada a Alemanya - V-2 | Zones d'ocupació aliada a Alemanya - V-2                       | Estats Units - White Sands LC-33                    | Estats Units - White Sands LC-33                    | Estats Units - Exèrcit dels Estats Units d'Amèrica | Estats Units - Exèrcit dels Estats Units d'Amèrica |
| 24 d'octubre 19:15   | | Exèrcit dels Estats Units d'Amèrica/APL                        | Suborbital                                          | Solar Emissions químiques Imatgeria                 | 24 d'octubre                                       | Reeixit                                            |
| 24 d'octubre 19:15   | Llançament del Projecte Hermes, apogeu: 105 km |                                                                |                                                     |                                                     |                                                    |                                                    |
| 7 de novembre 20:31  | Zones d'ocupació aliada a Alemanya - V-2 | Zones d'ocupació aliada a Alemanya - V-2                       | Estats Units - White Sands LC-33                    | Estats Units - White Sands LC-33                    | Estats Units - Exèrcit dels Estats Units d'Amèrica | Estats Units - Exèrcit dels Estats Units d'Amèrica |
| 7 de novembre 20:31  | | Exèrcit dels Estats Units d'Amèrica                            | Suborbital                                          | Emissions químiques Radiació                        | 7 de novembre                                      | Error de llançament                                |
| 7 de novembre 20:31  | Llançament del Projecte Hermes |                                                                |                                                     |                                                     |                                                    |                                                    |
| 21 de novembre 16:55 | Zones d'ocupació aliada a Alemanya - V-2 | Zones d'ocupació aliada a Alemanya - V-2                       | Estats Units - White Sands LC-33                    | Estats Units - White Sands LC-33                    | Estats Units - Exèrcit dels Estats Units d'Amèrica | Estats Units - Exèrcit dels Estats Units d'Amèrica |
| 21 de novembre 16:55 | | Exèrcit dels Estats Units d'Amèrica                            | Suborbital                                          | Solar                                               | 21 de novembre                                     | Reeixit                                            |
| 21 de novembre 16:55 | Llançament del Projecte Hermes, apogeu: 102 km |                                                                |                                                     |                                                     |                                                    |                                                    |
| 5 de desembre 20:08  | Zones d'ocupació aliada a Alemanya - V-2 | Zones d'ocupació aliada a Alemanya - V-2                       | Estats Units - White Sands LC-33                    | Estats Units - White Sands LC-33                    | Estats Units - Exèrcit dels Estats Units d'Amèrica | Estats Units - Exèrcit dels Estats Units d'Amèrica |
| 5 de desembre 20:08  | | Exèrcit dels Estats Units d'Amèrica                            | Suborbital                                          | Solar                                               | 5 de desembre                                      | Reeixit                                            |
| 5 de desembre 20:08  | Llançament del Projecte Hermes, apogeu: 153 km |                                                                |                                                     |                                                     |                                                    |                                                    |
| 18 de desembre 05:12 | Zones d'ocupació aliada a Alemanya - V-2 | Zones d'ocupació aliada a Alemanya - V-2                       | Estats Units - White Sands LC-33                    | Estats Units - White Sands LC-33                    | Estats Units - Exèrcit dels Estats Units d'Amèrica | Estats Units - Exèrcit dels Estats Units d'Amèrica |
| 18 de desembre 05:12 | Estats Units - GRENADES | Exèrcit dels Estats Units d'Amèrica                            | Suborbital                                          | Emissions químiques Investigació de meteors         | 18 de desembre                                     | Reeixit                                            |
| 18 de desembre 05:12 | Llançament del Projecte Hermes, apogeu: 184 km |                                                                |                                                     |                                                     |                                                    |                                                    |
| 1947                 | |                                                                |                                                     |                                                     |                                                    |                                                    |
| 10 de gener 21:13    | Zones d'ocupació aliada a Alemanya - V-2 | Zones d'ocupació aliada a Alemanya - V-2                       | Estats Units - White Sands LC-33                    | Estats Units - White Sands LC-33                    | Estats Units - Exèrcit dels Estats Units d'Amèrica | Estats Units - Exèrcit dels Estats Units d'Amèrica |
| 10 de gener 21:13    | | Exèrcit dels Estats Units d'Amèrica                            | Suborbital                                          |                                                     | 10 de gener                                        | Reeixit                                            |
| 10 de gener 21:13    | Llançament del Projecte Hermes, apogeu: 116 km |                                                                |                                                     |                                                     |                                                    |                                                    |
| 20 de febrer 18:16   | Zones d'ocupació aliada a Alemanya - V-2 | Zones d'ocupació aliada a Alemanya - V-2                       | Estats Units - White Sands LC-33                    | Estats Units - White Sands LC-33                    | Estats Units - Exèrcit dels Estats Units d'Amèrica | Estats Units - Exèrcit dels Estats Units d'Amèrica |
| 20 de febrer 18:16   | Estats Units - Blossom I | Exèrcit dels Estats Units d'Amèrica                            | Suborbital                                          | Biològic Atmosfèric                                 | 20 de febrer                                       | Reeixit                                            |
| 20 de febrer 18:16   | Llançament del Projecte Hermes, apogeu: 109 km. Va portar sègol, cotó, llavors i mosques de la fruita, primers animals a l'espai                                 |                                                                |                                                     |                                                     |                                                    |                                                    |
| 7 de març 18:23      | Zones d'ocupació aliada a Alemanya - V-2 | Zones d'ocupació aliada a Alemanya - V-2                       | Estats Units - White Sands LC-33                    | Estats Units - White Sands LC-33                    | Estats Units - Exèrcit dels Estats Units d'Amèrica | Estats Units - Exèrcit dels Estats Units d'Amèrica |
| 7 de març 18:23      | | Exèrcit dels Estats Units d'Amèrica                            | Suborbital                                          | Biological Atmospheric Imagery                      | 7 de març                                          | Reeixit                                            |
| 7 de març 18:23      | Llançament del Projecte Hermes, apogeu: 161 km. Va portar sègol, llavors, cotó i la mosca de la fruita                                                           |                                                                |                                                     |                                                     |                                                    |                                                    |
| 1 d'abril 20:10      | Zones d'ocupació aliada a Alemanya - V-2 | Zones d'ocupació aliada a Alemanya - V-2                       | Estats Units - White Sands LC-33                    | Estats Units - White Sands LC-33                    | Estats Units - Exèrcit dels Estats Units d'Amèrica | Estats Units - Exèrcit dels Estats Units d'Amèrica |
| 1 d'abril 20:10      | | Exèrcit dels Estats Units d'Amèrica                            | Suborbital                                          |                                                     | 1 d'abril                                          | Reeixit                                            |
| 1 d'abril 20:10      | Llançament del Projecte Hermes, apogeu: 129 km |                                                                |                                                     |                                                     |                                                    |                                                    |
| 9 d'abril 00:10      | Zones d'ocupació aliada a Alemanya - V-2 | Zones d'ocupació aliada a Alemanya - V-2                       | Estats Units - White Sands LC-33                    | Estats Units - White Sands LC-33                    | Estats Units - Exèrcit dels Estats Units d'Amèrica | Estats Units - Exèrcit dels Estats Units d'Amèrica |
| 9 d'abril 00:10      | | Exèrcit dels Estats Units d'Amèrica                            | Suborbital                                          |                                                     | 9 d'abril                                          | Reeixit                                            |
| 9 d'abril 00:10      | Llançament del Projecte Hermes, apogeu: 103 km |                                                                |                                                     |                                                     |                                                    |                                                    |
| 17 d'abril 23:22     | Zones d'ocupació aliada a Alemanya - V-2 | Zones d'ocupació aliada a Alemanya - V-2                       | Estats Units - White Sands LC-33                    | Estats Units - White Sands LC-33                    | Estats Units - Exèrcit dels Estats Units d'Amèrica | Estats Units - Exèrcit dels Estats Units d'Amèrica |
| 17 d'abril 23:22     | Estats Units - GRENADES | Exèrcit dels Estats Units d'Amèrica                            | Suborbital                                          |                                                     | 17 d'abril                                         | Reeixit                                            |
| 17 d'abril 23:22     | Llançament del Projecte Hermes, apogeu: 140 km |                                                                |                                                     |                                                     |                                                    |                                                    |
| 15 de maig 23:08     | Zones d'ocupació aliada a Alemanya - V-2 | Zones d'ocupació aliada a Alemanya - V-2                       | Estats Units - White Sands LC-33                    | Estats Units - White Sands LC-33                    | Estats Units - Exèrcit dels Estats Units d'Amèrica | Estats Units - Exèrcit dels Estats Units d'Amèrica |
| 15 de maig 23:08     | | Exèrcit dels Estats Units d'Amèrica                            | Suborbital                                          |                                                     | 15 de maig                                         | Error de llançament                                |
| 15 de maig 23:08     | Llançament del Projecte Hermes, apogeu: 122 km |                                                                |                                                     |                                                     |                                                    |                                                    |
| 30 de maig           | Zones d'ocupació aliada a Alemanya/ Estats Units - Hermes B-1 | Zones d'ocupació aliada a Alemanya/ Estats Units - Hermes B-1  | Estats Units - White Sands LC-33                    | Estats Units - White Sands LC-33                    | Estats Units - Exèrcit dels Estats Units d'Amèrica | Estats Units - Exèrcit dels Estats Units d'Amèrica |
| 30 de maig           | Estats Units - Hermes II | Exèrcit dels Estats Units d'Amèrica                            | Suborbital                                          | Prova de míssils                                    | 30 de maig                                         | Error de llançament                                |
| 30 de maig           | Llançament del Projecte Hermes, apogeu: 50 km, vol inaugural del Hermes B-1                                                                                      |                                                                |                                                     |                                                     |                                                    |                                                    |
| 10 de juliol 19:18   | Zones d'ocupació aliada a Alemanya - V-2 | Zones d'ocupació aliada a Alemanya - V-2                       | Estats Units - White Sands LC-33                    | Estats Units - White Sands LC-33                    | Estats Units - Exèrcit dels Estats Units d'Amèrica | Estats Units - Exèrcit dels Estats Units d'Amèrica |
| 10 de juliol 19:18   | | Exèrcit dels Estats Units d'Amèrica                            | Suborbital                                          |                                                     | 10 de juliol                                       | Error de llançament                                |
| 10 de juliol 19:18   | Llançament del Projecte Hermes, apogeu: 16 km |                                                                |                                                     |                                                     |                                                    |                                                    |
| 30 de juliol 00:55   | Zones d'ocupació aliada a Alemanya - V-2 | Zones d'ocupació aliada a Alemanya - V-2                       | Estats Units - White Sands LC-33                    | Estats Units - White Sands LC-33                    | Estats Units - Exèrcit dels Estats Units d'Amèrica | Estats Units - Exèrcit dels Estats Units d'Amèrica |
| 30 de juliol 00:55   | | Exèrcit dels Estats Units d'Amèrica                            | Suborbital                                          |                                                     | 30 de juliol                                       | Reeixit                                            |
| 30 de juliol 00:55   | Llançament del Projecte Hermes, apogeu: 159 km |                                                                |                                                     |                                                     |                                                    |                                                    |
| 6 de setembre        | Zones d'ocupació aliada a Alemanya - V-2 | Zones d'ocupació aliada a Alemanya - V-2                       | Estats Units - USS Midway (CV-41), AO-10            | Estats Units - USS Midway (CV-41), AO-10            | Estats Units - Marina dels Estats Units d'Amèrica  | Estats Units - Marina dels Estats Units d'Amèrica  |
| 6 de setembre        | | Marina dels Estats Units d'Amèrica                             | Suborbital                                          | Prova de míssils                                    | 6 de setembre                                      | Error de llançament                                |
| 6 de setembre        | Operation Sandy, primer llançament de míssil sobre vaixell, apogeu: 1 km                                                                                         |                                                                |                                                     |                                                     |                                                    |                                                    |
| 9 d'octubre 19:15    | Zones d'ocupació aliada a Alemanya - V-2 | Zones d'ocupació aliada a Alemanya - V-2                       | Estats Units - White Sands LC-33                    | Estats Units - White Sands LC-33                    | Estats Units - Exèrcit dels Estats Units d'Amèrica | Estats Units - Exèrcit dels Estats Units d'Amèrica |
| 9 d'octubre 19:15    | | Exèrcit dels Estats Units d'Amèrica                            | Suborbital                                          |                                                     | 9 d'octubre                                        | Reeixit                                            |
| 9 d'octubre 19:15    | Llançament del Projecte Hermes, apogeu: 156 km |                                                                |                                                     |                                                     |                                                    |                                                    |
| 20 de novembre 23:47 | Zones d'ocupació aliada a Alemanya - V-2 | Zones d'ocupació aliada a Alemanya - V-2                       | Estats Units - White Sands LC-33                    | Estats Units - White Sands LC-33                    | Estats Units - General Electric                    | Estats Units - General Electric                    |
| 20 de novembre 23:47 | | General Electric                                               | Suborbital                                          |                                                     | 20 de novembre                                     | Error de llançament                                |
| 20 de novembre 23:47 | Apogeu: 29 km |                                                                |                                                     |                                                     |                                                    |                                                    |
| 24 de novembre 17:20 | Estats Units - Aerobee RTV-N-8 | Estats Units - Aerobee RTV-N-8                                 | Estats Units - White Sands LC-35                    | Estats Units - White Sands LC-35                    | Estats Units - Marina dels Estats Units d'Amèrica  | Estats Units - Marina dels Estats Units d'Amèrica  |
| 24 de novembre 17:20 | | APL                                                            | Suborbital                                          | Emissions químiques                                 | 24 de novembre                                     | Error de llançament                                |
| 24 de novembre 17:20 | Apogeu: 56 km |                                                                |                                                     |                                                     |                                                    |                                                    |
| 8 de desembre 21:42  | Zones d'ocupació aliada a Alemanya - V-2 | Zones d'ocupació aliada a Alemanya - V-2                       | Estats Units - White Sands LC-33                    | Estats Units - White Sands LC-33                    | Estats Units - Exèrcit dels Estats Units d'Amèrica | Estats Units - Exèrcit dels Estats Units d'Amèrica |
| 8 de desembre 21:42  | Estats Units - Blossom II | Exèrcit dels Estats Units d'Amèrica                            | Suborbital                                          | Aeronomia                                           | 8 de desembre                                      | Reeixit                                            |
| 8 de desembre 21:42  | Llançament del Projecte Hermes, apogeu: 105 km |                                                                |                                                     |                                                     |                                                    |                                                    |
| 1948                 | |                                                                |                                                     |                                                     |                                                    |                                                    |
| 22 de gener 20:12    | Zones d'ocupació aliada a Alemanya - V-2 | Zones d'ocupació aliada a Alemanya - V-2                       | Estats Units - White Sands LC-33                    | Estats Units - White Sands LC-33                    | Estats Units - Exèrcit dels Estats Units d'Amèrica | Estats Units - Exèrcit dels Estats Units d'Amèrica |
| 22 de gener 20:12    | | Exèrcit dels Estats Units d'Amèrica                            | Suborbital                                          |                                                     | 22 de gener                                        | Reeixit                                            |
| 22 de gener 20:12    | Llançament del projecte Hermes, apogeu: 159 km |                                                                |                                                     |                                                     |                                                    |                                                    |
| 6 de febrer 17:17    | Zones d'ocupació aliada a Alemanya - V-2 | Zones d'ocupació aliada a Alemanya - V-2                       | Estats Units - White Sands LC-33                    | Estats Units - White Sands LC-33                    | Estats Units - General Electric                    | Estats Units - General Electric                    |
| 6 de febrer 17:17    | | General Electric                                               | Suborbital                                          |                                                     | 6 de febrer                                        | Reeixit                                            |
| 6 de febrer 17:17    | Apogeu: 113 km |                                                                |                                                     |                                                     |                                                    |                                                    |
| 5 de març 22:51      | Estats Units - Aerobee RTV-N-8 | Estats Units - Aerobee RTV-N-8                                 | Estats Units - White Sands LC-35                    | Estats Units - White Sands LC-35                    | Estats Units - Marina dels Estats Units d'Amèrica  | Estats Units - Marina dels Estats Units d'Amèrica  |
| 5 de març 22:51      | | APL                                                            | Suborbital                                          | Emissions químiques                                 | 5 de març                                          | Reeixit                                            |
| 5 de març 22:51      | Apogeu: 118 km |                                                                |                                                     |                                                     |                                                    |                                                    |
| 19 de març 23:10     | Zones d'ocupació aliada a Alemanya - V-2 | Zones d'ocupació aliada a Alemanya - V-2                       | Estats Units - White Sands LC-33                    | Estats Units - White Sands LC-33                    | Estats Units - Exèrcit dels Estats Units d'Amèrica | Estats Units - Exèrcit dels Estats Units d'Amèrica |
| 19 de març 23:10     | Estats Units - Blossom IIA | Exèrcit dels Estats Units d'Amèrica                            | Suborbital                                          |                                                     | 19 de març                                         | Error de llançament                                |
| 19 de març 23:10     | Llançament del projecte Hermes, apogeu: 5 km |                                                                |                                                     |                                                     |                                                    |                                                    |
| 2 d'abril 13:47      | Zones d'ocupació aliada a Alemanya - V-2 | Zones d'ocupació aliada a Alemanya - V-2                       | Estats Units - White Sands LC-33                    | Estats Units - White Sands LC-33                    | Estats Units - Exèrcit dels Estats Units d'Amèrica | Estats Units - Exèrcit dels Estats Units d'Amèrica |
| 2 d'abril 13:47      | | Exèrcit dels Estats Units d'Amèrica                            | Suborbital                                          |                                                     | 2 d'abril                                          | Reeixit                                            |
| 2 d'abril 13:47      | Llançament del projecte Hermes, apogeu: 144 km |                                                                |                                                     |                                                     |                                                    |                                                    |
| 13 d'abril 21:41     | Estats Units - Aerobee RTV-N-8 | Estats Units - Aerobee RTV-N-8                                 | Estats Units - White Sands LC-35                    | Estats Units - White Sands LC-35                    | Estats Units - Marina dels Estats Units d'Amèrica  | Estats Units - Marina dels Estats Units d'Amèrica  |
| 13 d'abril 21:41     | | APL                                                            | Suborbital                                          |                                                     | 13 d'abril                                         | Reeixit                                            |
| 13 d'abril 21:41     | Apogeu: 114 km |                                                                |                                                     |                                                     |                                                    |                                                    |
| 19 d'abril 19:54     | Zones d'ocupació aliada a Alemanya - V-2 | Zones d'ocupació aliada a Alemanya - V-2                       | Estats Units - White Sands LC-33                    | Estats Units - White Sands LC-33                    | Estats Units - Exèrcit dels Estats Units d'Amèrica | Estats Units - Exèrcit dels Estats Units d'Amèrica |
| 19 d'abril 19:54     | | Exèrcit dels Estats Units d'Amèrica                            | Suborbital                                          |                                                     | 19 d'abril                                         | Error de llançament                                |
| 19 d'abril 19:54     | Llançament del projecte Hermes, apogeu: 56 km |                                                                |                                                     |                                                     |                                                    |                                                    |
| 13 de maig 13:43     | Zones d'ocupació aliada a Alemanya - Estats Units - Bumper | Zones d'ocupació aliada a Alemanya - Estats Units - Bumper     | Estats Units - White Sands LC-33                    | Estats Units - White Sands LC-33                    | Estats Units - Exèrcit dels Estats Units d'Amèrica | Estats Units - Exèrcit dels Estats Units d'Amèrica |
| 13 de maig 13:43     | Estats Units - Bumper 1 | Exèrcit dels Estats Units d'Amèrica                            | Suborbital                                          |                                                     | 13 de maig                                         | Reeixit                                            |
| 13 de maig 13:43     | Primer vol del Bumper. Apogeu: 127 km |                                                                |                                                     |                                                     |                                                    |                                                    |
| 27 de maig 14:15     | Zones d'ocupació aliada a Alemanya - V-2 | Zones d'ocupació aliada a Alemanya - V-2                       | Estats Units - White Sands LC-33                    | Estats Units - White Sands LC-33                    | Estats Units - Exèrcit dels Estats Units d'Amèrica | Estats Units - Exèrcit dels Estats Units d'Amèrica |
| 27 de maig 14:15     | | Exèrcit dels Estats Units d'Amèrica                            | Suborbital                                          |                                                     | 27 de maig                                         | Reeixit                                            |
| 27 de maig 14:15     | Llançament del projecte Hermes, apogeu: 140 km |                                                                |                                                     |                                                     |                                                    |                                                    |
| 26 de juliol 16:47   | Estats Units - Aerobee RTV-N-8 | Estats Units - Aerobee RTV-N-8                                 | Estats Units - White Sands LC-35                    | Estats Units - White Sands LC-35                    | Estats Units - Marina dels Estats Units d'Amèrica  | Estats Units - Marina dels Estats Units d'Amèrica  |
| 26 de juliol 16:47   | | APL                                                            | Suborbital                                          |                                                     | 26 de juliol                                       | Reeixit                                            |
| 26 de juliol 16:47   | Apogeu: 113 km |                                                                |                                                     |                                                     |                                                    |                                                    |
| 5 d'agost 12:07      | Zones d'ocupació aliada a Alemanya - V-2 | Zones d'ocupació aliada a Alemanya - V-2                       | Estats Units - White Sands LC-33                    | Estats Units - White Sands LC-33                    | Estats Units - Exèrcit dels Estats Units d'Amèrica | Estats Units - Exèrcit dels Estats Units d'Amèrica |
| 5 d'agost 12:07      | | Exèrcit dels Estats Units d'Amèrica                            | Suborbital                                          | Astronomia UV Raigs X solars                        | 5 d'agost                                          | Reeixit                                            |
| 5 d'agost 12:07      | Llançament del projecte Hermes, apogeu: 166 km |                                                                |                                                     |                                                     |                                                    |                                                    |
| 19 d'agost 14:45     | Zones d'ocupació aliada a Alemanya - Estats Units - Bumper | Zones d'ocupació aliada a Alemanya - Estats Units - Bumper     | Estats Units - White Sands LC-33                    | Estats Units - White Sands LC-33                    | Estats Units - Exèrcit dels Estats Units d'Amèrica | Estats Units - Exèrcit dels Estats Units d'Amèrica |
| 19 d'agost 14:45     | Estats Units - Bumper 2 | Exèrcit dels Estats Units d'Amèrica                            | Suborbital                                          |                                                     | 19 d'agost                                         | Error de llançament                                |
| 19 d'agost 14:45     | Apogeu: 13 km |                                                                |                                                     |                                                     |                                                    |                                                    |
| 3 de setembre 01:00  | Zones d'ocupació aliada a Alemanya - V-2 | Zones d'ocupació aliada a Alemanya - V-2                       | Estats Units - White Sands LC-33                    | Estats Units - White Sands LC-33                    | Estats Units - Exèrcit dels Estats Units d'Amèrica | Estats Units - Exèrcit dels Estats Units d'Amèrica |
| 3 de setembre 01:00  | Estats Units - GRENADES | Exèrcit dels Estats Units d'Amèrica                            | Suborbital                                          |                                                     | 3 de setembre                                      | Reeixit                                            |
| 3 de setembre 01:00  | Llançament del projecte Hermes, apogeu: 151 km |                                                                |                                                     |                                                     |                                                    |                                                    |
| 17 de setembre       | Zones d'ocupació aliada a Alemanya - Unió Soviètica - R-1 | Zones d'ocupació aliada a Alemanya - Unió Soviètica - R-1      | Unió Soviètica - Cosmòdrom de Kapustin Iar          | Unió Soviètica - Cosmòdrom de Kapustin Iar          | Unió Soviètica - OKB-1                             | Unió Soviètica - OKB-1                             |
| 17 de setembre       | | OKB-1                                                          | Suborbital                                          | Prova de míssils                                    | 17 de setembre                                     | Error de llançament                                |
| 17 de setembre       | Vol inaugural del R-1 |                                                                |                                                     |                                                     |                                                    |                                                    |
| 30 de setembre 15:30 | Zones d'ocupació aliada a Alemanya - Estats Units - Bumper | Zones d'ocupació aliada a Alemanya - Estats Units - Bumper     | Estats Units - White Sands LC-33                    | Estats Units - White Sands LC-33                    | Estats Units - Exèrcit dels Estats Units d'Amèrica | Estats Units - Exèrcit dels Estats Units d'Amèrica |
| 30 de setembre 15:30 | Estats Units - Bumper 3 | Exèrcit dels Estats Units d'Amèrica                            | Suborbital                                          |                                                     | 30 de setembre                                     | Error de llançament                                |
| 30 de setembre 15:30 | Apogeu: 150 km |                                                                |                                                     |                                                     |                                                    |                                                    |
| 10 d'octubre         | Zones d'ocupació aliada a Alemanya - Unió Soviètica - R-1 | Zones d'ocupació aliada a Alemanya - Unió Soviètica - R-1      | Unió Soviètica - Kapustin Iar                       | Unió Soviètica - Kapustin Iar                       | Unió Soviètica - OKB-1                             | Unió Soviètica - OKB-1                             |
| 10 d'octubre         | | OKB-1                                                          | Suborbital                                          | Prova de míssils                                    | 10 d'octubre                                       | Reeixit                                            |
| 10 d'octubre         | Apogeu: 100 km, primer vol espacial soviètic |                                                                |                                                     |                                                     |                                                    |                                                    |
| 13 d'octubre         | Zones d'ocupació aliada a Alemanya - Unió Soviètica - R-1 | Zones d'ocupació aliada a Alemanya - Unió Soviètica - R-1      | Unió Soviètica - Kapustin Iar                       | Unió Soviètica - Kapustin Iar                       | Unió Soviètica - OKB-1                             | Unió Soviètica - OKB-1                             |
| 13 d'octubre         | | OKB-1                                                          | Suborbital                                          | Prova de míssils                                    | 13 d'octubre                                       | Reeixit                                            |
| 13 d'octubre         | Apogeu: 100 km |                                                                |                                                     |                                                     |                                                    |                                                    |
| 21 d'octubre         | Zones d'ocupació aliada a Alemanya - Unió Soviètica - R-1 | Zones d'ocupació aliada a Alemanya - Unió Soviètica - R-1      | Unió Soviètica - Kapustin Iar                       | Unió Soviètica - Kapustin Iar                       | Unió Soviètica - OKB-1                             | Unió Soviètica - OKB-1                             |
| 21 d'octubre         | | OKB-1                                                          | Suborbital                                          | Prova de míssils                                    | 21 d'octubre                                       | Reeixit                                            |
| 21 d'octubre         | Apogeu: 100 km |                                                                |                                                     |                                                     |                                                    |                                                    |
| 23 d'octubre         | Zones d'ocupació aliada a Alemanya - Unió Soviètica - R-1 | Zones d'ocupació aliada a Alemanya - Unió Soviètica - R-1      | Unió Soviètica - Kapustin Iar                       | Unió Soviètica - Kapustin Iar                       | Unió Soviètica - OKB-1                             | Unió Soviètica - OKB-1                             |
| 23 d'octubre         | | OKB-1                                                          | Suborbital                                          | Prova de míssils                                    | 23 d'octubre                                       | Reeixit                                            |
| 23 d'octubre         | Apogeu: 100 km |                                                                |                                                     |                                                     |                                                    |                                                    |
| 1 de novembre 14:24  | Zones d'ocupació aliada a Alemanya - Estats Units - Bumper | Zones d'ocupació aliada a Alemanya - Estats Units - Bumper     | Estats Units - White Sands LC-33                    | Estats Units - White Sands LC-33                    | Estats Units - Exèrcit dels Estats Units d'Amèrica | Estats Units - Exèrcit dels Estats Units d'Amèrica |
| 1 de novembre 14:24  | Estats Units - Bumper 4 | Exèrcit dels Estats Units d'Amèrica                            | Suborbital                                          |                                                     | 1 de novembre                                      | Error de llançament                                |
| 1 de novembre 14:24  | Apogeu: 5 km |                                                                |                                                     |                                                     |                                                    |                                                    |
| 1 de novembre        | Zones d'ocupació aliada a Alemanya - Unió Soviètica - R-1 | Zones d'ocupació aliada a Alemanya - Unió Soviètica - R-1      | Unió Soviètica - Kapustin Iar                       | Unió Soviètica - Kapustin Iar                       | Unió Soviètica - OKB-1                             | Unió Soviètica - OKB-1                             |
| 1 de novembre        | | OKB-1                                                          | Suborbital                                          | Prova de míssils                                    | 1 de novembre                                      | Reeixit                                            |
| 1 de novembre        | Apogeu: 100 km |                                                                |                                                     |                                                     |                                                    |                                                    |
| 3 de novembre        | Zones d'ocupació aliada a Alemanya - Unió Soviètica - R-1 | Zones d'ocupació aliada a Alemanya - Unió Soviètica - R-1      | Unió Soviètica - Kapustin Iar                       | Unió Soviètica - Kapustin Iar                       | Unió Soviètica - OKB-1                             | Unió Soviètica - OKB-1                             |
| 3 de novembre        | | OKB-1                                                          | Suborbital                                          | Prova de míssils                                    | 3 de novembre                                      | Reeixit                                            |
| 3 de novembre        | Apogeu: 100 km |                                                                |                                                     |                                                     |                                                    |                                                    |
| 4 de novembre        | Zones d'ocupació aliada a Alemanya - Unió Soviètica - R-1 | Zones d'ocupació aliada a Alemanya - Unió Soviètica - R-1      | Unió Soviètica - Kapustin Iar                       | Unió Soviètica - Kapustin Iar                       | Unió Soviètica - OKB-1                             | Unió Soviètica - OKB-1                             |
| 4 de novembre        | | OKB-1                                                          | Suborbital                                          | Prova de míssils                                    | 4 de novembre                                      | Reeixit                                            |
| 4 de novembre        | Apogeu: 100 km |                                                                |                                                     |                                                     |                                                    |                                                    |
| 5 de novembre        | Zones d'ocupació aliada a Alemanya - Unió Soviètica - R-1 | Zones d'ocupació aliada a Alemanya - Unió Soviètica - R-1      | Unió Soviètica - Kapustin Iar                       | Unió Soviètica - Kapustin Iar                       | Unió Soviètica - OKB-1                             | Unió Soviètica - OKB-1                             |
| 5 de novembre        | | OKB-1                                                          | Suborbital                                          | Prova de míssils                                    | 5 de novembre                                      | Reeixit                                            |
| 5 de novembre        | Apogeu: 100 km |                                                                |                                                     |                                                     |                                                    |                                                    |
| 18 de novembre 22:35 | Zones d'ocupació aliada a Alemanya - V-2 | Zones d'ocupació aliada a Alemanya - V-2                       | Estats Units - White Sands LC-33                    | Estats Units - White Sands LC-33                    | Estats Units - Exèrcit dels Estats Units d'Amèrica | Estats Units - Exèrcit dels Estats Units d'Amèrica |
| 18 de novembre 22:35 | | Exèrcit dels Estats Units d'Amèrica                            | Suborbital                                          | Investigació d'estatoreactor                        | 18 de novembre                                     | Reeixit                                            |
| 18 de novembre 22:35 | Llançament del projecte Hermes, apogeu: 145 km |                                                                |                                                     |                                                     |                                                    |                                                    |
| 9 de desembre 16:08  | Zones d'ocupació aliada a Alemanya - V-2 | Zones d'ocupació aliada a Alemanya - V-2                       | Estats Units - White Sands LC-33                    | Estats Units - White Sands LC-33                    | Estats Units - Exèrcit dels Estats Units d'Amèrica | Estats Units - Exèrcit dels Estats Units d'Amèrica |
| 9 de desembre 16:08  | | Exèrcit dels Estats Units d'Amèrica                            | Suborbital                                          |                                                     | 9 de desembre                                      | Reeixit                                            |
| 9 de desembre 16:08  | Llançament del projecte Hermes, apogeu: 108 km |                                                                |                                                     |                                                     |                                                    |                                                    |
| 1949                 | |                                                                |                                                     |                                                     |                                                    |                                                    |
| 14 de gener 20:26    | Zones d'ocupació aliada a Alemanya - Estats Units - Hermes B-1                                                                                                   | Zones d'ocupació aliada a Alemanya - Estats Units - Hermes B-1 | Estats Units - White Sands LC-33                    | Estats Units - White Sands LC-33                    | Estats Units - Exèrcit dels Estats Units d'Amèrica | Estats Units - Exèrcit dels Estats Units d'Amèrica |
| 14 de gener 20:26    | Estats Units - Hermes II | Exèrcit dels Estats Units d'Amèrica                            | Suborbital                                          | Prova de míssils                                    | 14 de gener                                        | Error de llançament                                |
| 14 de gener 20:26    | Llançament del projecte Hermes, apogeu: 1 km |                                                                |                                                     |                                                     |                                                    |                                                    |
| 28 de gener 17:20    | Zones d'ocupació aliada a Alemanya - V-2 | Zones d'ocupació aliada a Alemanya - V-2                       | Estats Units - White Sands LC-33                    | Estats Units - White Sands LC-33                    | Estats Units - Exèrcit dels Estats Units d'Amèrica | Estats Units - Exèrcit dels Estats Units d'Amèrica |
| 28 de gener 17:20    | | Exèrcit dels Estats Units d'Amèrica                            | Suborbital                                          |                                                     | 28 de gener                                        | Error de llançament                                |
| 28 de gener 17:20    | Llançament del projecte Hermes, apogeu: 60 km |                                                                |                                                     |                                                     |                                                    |                                                    |
| 17 de febrer 17:00   | Zones d'ocupació aliada a Alemanya - V-2 | Zones d'ocupació aliada a Alemanya - V-2                       | Estats Units - White Sands LC-33                    | Estats Units - White Sands LC-33                    | Estats Units - Exèrcit dels Estats Units d'Amèrica | Estats Units - Exèrcit dels Estats Units d'Amèrica |
| 17 de febrer 17:00   | | Exèrcit dels Estats Units d'Amèrica                            | Suborbital                                          |                                                     | 17 de febrer                                       | Reeixit                                            |
| 17 de febrer 17:00   | Llançament del projecte Hermes, apogeu: 100 km |                                                                |                                                     |                                                     |                                                    |                                                    |
| 24 de febrer 22:14   | Zones d'ocupació aliada a Alemanya - Estats Units - Bumper | Zones d'ocupació aliada a Alemanya - Estats Units - Bumper     | Estats Units - White Sands LC-33                    | Estats Units - White Sands LC-33                    | Estats Units - Exèrcit dels Estats Units d'Amèrica | Estats Units - Exèrcit dels Estats Units d'Amèrica |
| 24 de febrer 22:14   | Estats Units - Bumper 5 | Exèrcit dels Estats Units d'Amèrica                            | Suborbital                                          |                                                     | 24 de febrer                                       | Reeixit                                            |
| 24 de febrer 22:14   | Apogeu: 393 km |                                                                |                                                     |                                                     |                                                    |                                                    |
| 17 de març 23:20     | Estats Units - Aerobee RTV-N-8 | Estats Units - Aerobee RTV-N-8                                 | Estats Units - USS Norton Sound (AVM-1), PO-22 LP-1 | Estats Units - USS Norton Sound (AVM-1), PO-22 LP-1 | Estats Units - Marina dels Estats Units d'Amèrica  | Estats Units - Marina dels Estats Units d'Amèrica  |
| 17 de març 23:20     | | APL                                                            | Suborbital                                          | Ionosfèric                                          | 17 de març                                         | Reeixit                                            |
| 17 de març 23:20     | Apogeu: 105 km |                                                                |                                                     |                                                     |                                                    |                                                    |
| 22 de març 06:43     | Zones d'ocupació aliada a Alemanya - V-2 | Zones d'ocupació aliada a Alemanya - V-2                       | Estats Units - White Sands LC-33                    | Estats Units - White Sands LC-33                    | Estats Units - Exèrcit dels Estats Units d'Amèrica | Estats Units - Exèrcit dels Estats Units d'Amèrica |
| 22 de març 06:43     | Estats Units - Blossom IVA | Exèrcit dels Estats Units d'Amèrica                            | Suborbital                                          |                                                     | 22 de març                                         | Reeixit                                            |
| 22 de març 06:43     | Llançament del projecte Hermes, apogeu: 108 km |                                                                |                                                     |                                                     |                                                    |                                                    |
| 22 de març 17:20     | Estats Units - Aerobee RTV-N-8 | Estats Units - Aerobee RTV-N-8                                 | Estats Units - USS Norton Sound, PO-22 LP-1         | Estats Units - USS Norton Sound, PO-22 LP-1         | Estats Units - Marina dels Estats Units d'Amèrica  | Estats Units - Marina dels Estats Units d'Amèrica  |
| 22 de març 17:20     | | APL                                                            | Suborbital                                          | Ionosfèric                                          | 22 de març                                         | Reeixit                                            |
| 22 de març 17:20     | Apogeu: 105 km |                                                                |                                                     |                                                     |                                                    |                                                    |
| 24 de març 15:14     | Estats Units - Aerobee RTV-N-8 | Estats Units - Aerobee RTV-N-8                                 | Estats Units - USS Norton Sound, PO-22 LP-1         | Estats Units - USS Norton Sound, PO-22 LP-1         | Estats Units - Marina dels Estats Units d'Amèrica  | Estats Units - Marina dels Estats Units d'Amèrica  |
| 24 de març 15:14     | | APL                                                            | Suborbital                                          | Ionosfèric                                          | 24 de març                                         | Error de llançament                                |
| 24 de març 15:14     | Apogeu: 5 km, mal funcionament de la vàlvula de pressió, impuladors separats per ignició                                                                         |                                                                |                                                     |                                                     |                                                    |                                                    |
| 22 d'abril 00:17     | Zones d'ocupació aliada a Alemanya - Estats Units - Bumper | Zones d'ocupació aliada a Alemanya - Estats Units - Bumper     | Estats Units - White Sands LC-33                    | Estats Units - White Sands LC-33                    | Estats Units - Exèrcit dels Estats Units d'Amèrica | Estats Units - Exèrcit dels Estats Units d'Amèrica |
| 22 d'abril 00:17     | Estats Units - Bumper 6 | Exèrcit dels Estats Units d'Amèrica                            | Suborbital                                          |                                                     | 22 d'abril                                         | Error de llançament                                |
| 22 d'abril 00:17     | Apogeu: 50 km |                                                                |                                                     |                                                     |                                                    |                                                    |
| 5 de maig 15:15      | Zones d'ocupació aliada a Alemanya - V-2 | Zones d'ocupació aliada a Alemanya - V-2                       | Estats Units - White Sands LC-33                    | Estats Units - White Sands LC-33                    | Estats Units - Exèrcit dels Estats Units d'Amèrica | Estats Units - Exèrcit dels Estats Units d'Amèrica |
| 5 de maig 15:15      | | Exèrcit dels Estats Units d'Amèrica                            | Suborbital                                          |                                                     | 5 de maig                                          | Error de llançament                                |
| 5 de maig 15:15      | Llançament del projecte Hermes, apogeu: 8 km |                                                                |                                                     |                                                     |                                                    |                                                    |
| 7 de maig 03:12      | Zones d'ocupació aliada a Alemanya - Unió Soviètica - R-1A | Zones d'ocupació aliada a Alemanya - Unió Soviètica - R-1A     | Unió Soviètica - Kapustin Iar                       | Unió Soviètica - Kapustin Iar                       | Unió Soviètica - OKB-1                             | Unió Soviètica - OKB-1                             |
| 7 de maig 03:12      | | OKB-1                                                          | Suborbital                                          | Prova de míssils                                    | 7 de maig                                          | Reeixit                                            |
| 7 de maig 03:12      | Apogeu: 100 km, vol inaugural del R-1A |                                                                |                                                     |                                                     |                                                    |                                                    |
| 10 de maig 15:57     | Zones d'ocupació aliada a Alemanya - Unió Soviètica - R-1A | Zones d'ocupació aliada a Alemanya - Unió Soviètica - R-1A     | Unió Soviètica - Kapustin Iar                       | Unió Soviètica - Kapustin Iar                       | Unió Soviètica - OKB-1                             | Unió Soviètica - OKB-1                             |
| 10 de maig 15:57     | | OKB-1                                                          | Suborbital                                          | Prova de míssils                                    | 10 de maig                                         | Reeixit                                            |
| 10 de maig 15:57     | Apogeu: 100 km |                                                                |                                                     |                                                     |                                                    |                                                    |
| 15 de maig 02:48     | Zones d'ocupació aliada a Alemanya - Unió Soviètica - R-1A | Zones d'ocupació aliada a Alemanya - Unió Soviètica - R-1A     | Unió Soviètica - Kapustin Iar                       | Unió Soviètica - Kapustin Iar                       | Unió Soviètica - OKB-1                             | Unió Soviètica - OKB-1                             |
| 15 de maig 02:48     | | OKB-1                                                          | Suborbital                                          | Prova de míssils                                    | 15 de maig                                         | Reeixit                                            |
| 15 de maig 02:48     | Apogeu: 100 km |                                                                |                                                     |                                                     |                                                    |                                                    |
| 16 de maig 21:55     | Zones d'ocupació aliada a Alemanya - Unió Soviètica - R-1A | Zones d'ocupació aliada a Alemanya - Unió Soviètica - R-1A     | Unió Soviètica - Kapustin Iar                       | Unió Soviètica - Kapustin Iar                       | Unió Soviètica - OKB-1                             | Unió Soviètica - OKB-1                             |
| 16 de maig 21:55     | | OKB-1                                                          | Suborbital                                          | Prova de míssils                                    | 16 de maig                                         | Reeixit                                            |
| 16 de maig 21:55     | Apogeu: 100 km |                                                                |                                                     |                                                     |                                                    |                                                    |
| 24 de maig 01:40     | Alemanya - Unió Soviètica - R-1A | Alemanya - Unió Soviètica - R-1A                               | Unió Soviètica - Kapustin Iar                       | Unió Soviètica - Kapustin Iar                       | Unió Soviètica - OKB-1                             | Unió Soviètica - OKB-1                             |
| 24 de maig 01:40     | Unió Soviètica - FIAR-1 | OKB-1                                                          | Suborbital                                          | Prova de míssils                                    | 24 de maig                                         | Reeixit                                            |
| 24 de maig 01:40     | Apogeu: 100 km |                                                                |                                                     |                                                     |                                                    |                                                    |
| 28 de maig 01:50     | Alemanya - Unió Soviètica - R-1A | Alemanya - Unió Soviètica - R-1A                               | Unió Soviètica - Kapustin Iar                       | Unió Soviètica - Kapustin Iar                       | Unió Soviètica - OKB-1                             | Unió Soviètica - OKB-1                             |
| 28 de maig 01:50     | | OKB-1                                                          | Suborbital                                          | Prova de míssils                                    | 28 de maig                                         | Reeixit                                            |
| 28 de maig 01:50     | Apogeu: 100 km |                                                                |                                                     |                                                     |                                                    |                                                    |
| 14 de juny 22:35     | Alemanya - V-2 | Alemanya - V-2                                                 | Estats Units - White Sands LC-33                    | Estats Units - White Sands LC-33                    | Estats Units - Exèrcit dels Estats Units d'Amèrica | Estats Units - Exèrcit dels Estats Units d'Amèrica |
| 14 de juny 22:35     | Estats Units - Blossom IVB | Exèrcit dels Estats Units d'Amèrica                            | Suborbital                                          | Biològic Atmosfèric                                 | 14 de juny                                         | Reeixit                                            |
| 14 de juny 22:35     | Llançament del projecte Hermes, apogeu: 134 km, portava l'Albert II, primer mico a l'espai                                                                       |                                                                |                                                     |                                                     |                                                    |                                                    |
| 15 de juny 02:03     | Estats Units - Aerobee RTV-N-8 | Estats Units - Aerobee RTV-N-8                                 | Estats Units - White Sands LC-35                    | Estats Units - White Sands LC-35                    | Estats Units - Marina dels Estats Units d'Amèrica  | Estats Units - Marina dels Estats Units d'Amèrica  |
| 15 de juny 02:03     | | NRL                                                            | Suborbital                                          | Investigació de l'ozó                               | 15 de juny                                         | Reeixit                                            |
| 15 de juny 02:03     | Apogeu: 109 km |                                                                |                                                     |                                                     |                                                    |                                                    |
| 6 de setembre 16:57  | Estats Units - Viking | Estats Units - Viking                                          | Estats Units - White Sands ALA-1                    | Estats Units - White Sands ALA-1                    | Estats Units - Marina dels Estats Units d'Amèrica  | Estats Units - Marina dels Estats Units d'Amèrica  |
| 6 de setembre 16:57  | Estats Units - Viking 2 | NRL                                                            | Suborbital                                          | Aeronomia Imatgeria                                 | 6 de setembre                                      | Error de llançament                                |
| 6 de setembre 16:57  | Apogeu: 57 km |                                                                |                                                     |                                                     |                                                    |                                                    |
| 10 de setembre       | Alemanya - Unió Soviètica - R-1 | Alemanya - Unió Soviètica - R-1                                | Unió Soviètica - Kapustin Iar                       | Unió Soviètica - Kapustin Iar                       | Unió Soviètica - OKB-1                             | Unió Soviètica - OKB-1                             |
| 10 de setembre       | | OKB-1                                                          | Suborbital                                          | Prova de míssils                                    | 10 de setembre                                     | Reeixit                                            |
| 10 de setembre       | Apogeu: 100 km |                                                                |                                                     |                                                     |                                                    |                                                    |
| 11 de setembre       | Alemanya - Unió Soviètica - R-1 | Alemanya - Unió Soviètica - R-1                                | Unió Soviètica - Kapustin Iar                       | Unió Soviètica - Kapustin Iar                       | Unió Soviètica - OKB-1                             | Unió Soviètica - OKB-1                             |
| 11 de setembre       | | OKB-1                                                          | Suborbital                                          | Prova de míssils                                    | 11 de setembre                                     | Reeixit                                            |
| 11 de setembre       | Apogeu: 100 km |                                                                |                                                     |                                                     |                                                    |                                                    |
| 13 de setembre       | Alemanya - Unió Soviètica - R-1 | Alemanya - Unió Soviètica - R-1                                | Unió Soviètica - Kapustin Iar                       | Unió Soviètica - Kapustin Iar                       | Unió Soviètica - OKB-1                             | Unió Soviètica - OKB-1                             |
| 13 de setembre       | | OKB-1                                                          | Suborbital                                          | Prova de míssils                                    | 13 de setembre                                     | Reeixit                                            |
| 13 de setembre       | Apogeu: 100 km |                                                                |                                                     |                                                     |                                                    |                                                    |
| 14 de setembre       | Alemanya - Unió Soviètica - R-1 | Alemanya - Unió Soviètica - R-1                                | Unió Soviètica - Kapustin Iar                       | Unió Soviètica - Kapustin Iar                       | Unió Soviètica - OKB-1                             | Unió Soviètica - OKB-1                             |
| 14 de setembre       | | OKB-1                                                          | Suborbital                                          | Prova de míssils                                    | 14 de setembre                                     | Reeixit                                            |
| 14 de setembre       | Apogeu: 100 km |                                                                |                                                     |                                                     |                                                    |                                                    |
| 16 de setembre 23:19 | Alemanya - V-2 | Alemanya - V-2                                                 | Estats Units - White Sands LC-33                    | Estats Units - White Sands LC-33                    | Estats Units - Exèrcit dels Estats Units d'Amèrica | Estats Units - Exèrcit dels Estats Units d'Amèrica |
| 16 de setembre 23:19 | Estats Units - Blossom IVC | Exèrcit dels Estats Units d'Amèrica                            | Suborbital                                          | Biològic                                            | 16 de setembre                                     | Error de llançament                                |
| 16 de setembre 23:19 | Llançament del projecte Hermes, apogeu: 5 km, portava l'Albert III                                                                                               |                                                                |                                                     |                                                     |                                                    |                                                    |
| 17 de setembre       | Alemanya - Unió Soviètica - R-1 | Alemanya - Unió Soviètica - R-1                                | Unió Soviètica - Kapustin Iar                       | Unió Soviètica - Kapustin Iar                       | Unió Soviètica - OKB-1                             | Unió Soviètica - OKB-1                             |
| 17 de setembre       | | OKB-1                                                          | Suborbital                                          | Prova de míssils                                    | 17 de setembre                                     | Reeixit                                            |
| 17 de setembre       | Apogeu: 100 km |                                                                |                                                     |                                                     |                                                    |                                                    |
| 19 de setembre       | Alemanya - Unió Soviètica - R-1 | Alemanya - Unió Soviètica - R-1                                | Unió Soviètica - Kapustin Iar                       | Unió Soviètica - Kapustin Iar                       | Unió Soviètica - OKB-1                             | Unió Soviètica - OKB-1                             |
| 19 de setembre       | | OKB-1                                                          | Suborbital                                          | Prova de míssils                                    | 19 de setembre                                     | Reeixit                                            |
| 19 de setembre       | Apogeu: 100 km |                                                                |                                                     |                                                     |                                                    |                                                    |
| 20 de setembre       | Alemanya - Unió Soviètica - R-1 | Alemanya - Unió Soviètica - R-1                                | Unió Soviètica - Kapustin Iar                       | Unió Soviètica - Kapustin Iar                       | Unió Soviètica - OKB-1                             | Unió Soviètica - OKB-1                             |
| 20 de setembre       | | OKB-1                                                          | Suborbital                                          | Prova de míssils                                    | 20 de setembre                                     | Reeixit                                            |
| 20 de setembre       | Apogeu: 100 km |                                                                |                                                     |                                                     |                                                    |                                                    |
| 23 de setembre       | Alemanya - Unió Soviètica - R-1 | Alemanya - Unió Soviètica - R-1                                | Unió Soviètica - Kapustin Iar                       | Unió Soviètica - Kapustin Iar                       | Unió Soviètica - OKB-1                             | Unió Soviètica - OKB-1                             |
| 23 de setembre       | | OKB-1                                                          | Suborbital                                          | Prova de míssils                                    | 23 de setembre                                     | Reeixit                                            |
| 23 de setembre       | Apogeu: 100 km |                                                                |                                                     |                                                     |                                                    |                                                    |
| 25 de setembre 11:16 | Alemanya - Unió Soviètica - R-2E | Alemanya - Unió Soviètica - R-2E                               | Unió Soviètica - Kapustin Iar                       | Unió Soviètica - Kapustin Iar                       | Unió Soviètica - OKB-1                             | Unió Soviètica - OKB-1                             |
| 25 de setembre 11:16 | | OKB-1                                                          | Suborbital                                          | Prova de míssils                                    | 25 de setembre                                     | Reeixit                                            |
| 25 de setembre 11:16 | Apogeu: 100 km, vol inaugural del R-2E |                                                                |                                                     |                                                     |                                                    |                                                    |
| 28 de setembre       | Alemanya - Unió Soviètica - R-1 | Alemanya - Unió Soviètica - R-1                                | Unió Soviètica - Kapustin Iar                       | Unió Soviètica - Kapustin Iar                       | Unió Soviètica - OKB-1                             | Unió Soviètica - OKB-1                             |
| 28 de setembre       | | OKB-1                                                          | Suborbital                                          | Prova de míssils                                    | 28 de setembre                                     | Reeixit                                            |
| 28 de setembre       | Apogeu: 100 km |                                                                |                                                     |                                                     |                                                    |                                                    |
| 30 de setembre 11:49 | Alemanya - Unió Soviètica - R-2E | Alemanya - Unió Soviètica - R-2E                               | Unió Soviètica - Kapustin Iar                       | Unió Soviètica - Kapustin Iar                       | Unió Soviètica - OKB-1                             | Unió Soviètica - OKB-1                             |
| 30 de setembre 11:49 | | OKB-1                                                          | Suborbital                                          | Prova de míssils                                    | 30 de setembre                                     | Reeixit                                            |
| 30 de setembre 11:49 | Apogeu: 100 km |                                                                |                                                     |                                                     |                                                    |                                                    |
| 2 d'octubre 11:00    | Alemanya - Unió Soviètica - R-2E | Alemanya - Unió Soviètica - R-2E                               | Unió Soviètica - Kapustin Iar                       | Unió Soviètica - Kapustin Iar                       | Unió Soviètica - OKB-1                             | Unió Soviètica - OKB-1                             |
| 2 d'octubre 11:00    | | OKB-1                                                          | Suborbital                                          | Prova de míssils                                    | 2 d'octubre                                        | Error de llançament                                |
| 2 d'octubre 11:00    | Apogeu: 100 km |                                                                |                                                     |                                                     |                                                    |                                                    |
| 3 d'octubre          | Alemanya - Unió Soviètica - R-1 | Alemanya - Unió Soviètica - R-1                                | Unió Soviètica - Kapustin Iar                       | Unió Soviètica - Kapustin Iar                       | Unió Soviètica - OKB-1                             | Unió Soviètica - OKB-1                             |
| 3 d'octubre          | | OKB-1                                                          | Suborbital                                          | Prova de míssils                                    | 3 d'octubre                                        | Reeixit                                            |
| 3 d'octubre          | Apogeu: 100 km |                                                                |                                                     |                                                     |                                                    |                                                    |
| 6 d'octubre          | Alemanya - Estats Units - Hermes B-1 | Alemanya - Estats Units - Hermes B-1                           | Estats Units - White Sands LC-33                    | Estats Units - White Sands LC-33                    | Estats Units - Exèrcit dels Estats Units d'Amèrica | Estats Units - Exèrcit dels Estats Units d'Amèrica |
| 6 d'octubre          | Estats Units - Hermes II | Exèrcit dels Estats Units d'Amèrica                            | Suborbital                                          | Prova de míssils                                    | 6 d'octubre                                        | Error de llançament                                |
| 6 d'octubre          | Llançament del projecte Hermes, apogeu: 4 km |                                                                |                                                     |                                                     |                                                    |                                                    |
| 8 d'octubre 06:05    | Alemanya - Unió Soviètica - R-2E | Alemanya - Unió Soviètica - R-2E                               | Unió Soviètica - Kapustin Iar                       | Unió Soviètica - Kapustin Iar                       | Unió Soviètica - OKB-1                             | Unió Soviètica - OKB-1                             |
| 8 d'octubre 06:05    | | OKB-1                                                          | Suborbital                                          | Prova de míssils                                    | 8 d'octubre                                        | Reeixit                                            |
| 8 d'octubre 06:05    | Apogeu: 100 km |                                                                |                                                     |                                                     |                                                    |                                                    |
| 8 d'octubre          | Alemanya - Unió Soviètica - R-1 | Alemanya - Unió Soviètica - R-1                                | Unió Soviètica - Kapustin Iar                       | Unió Soviètica - Kapustin Iar                       | Unió Soviètica - OKB-1                             | Unió Soviètica - OKB-1                             |
| 8 d'octubre          | | OKB-1                                                          | Suborbital                                          | Prova de míssils                                    | 8 d'octubre                                        | Reeixit                                            |
| 8 d'octubre          | Apogeu: 100 km |                                                                |                                                     |                                                     |                                                    |                                                    |
| 10 d'octubre         | Alemanya - Unió Soviètica - R-1 | Alemanya - Unió Soviètica - R-1                                | Unió Soviètica - Kapustin Iar                       | Unió Soviètica - Kapustin Iar                       | Unió Soviètica - OKB-1                             | Unió Soviètica - OKB-1                             |
| 10 d'octubre         | | OKB-1                                                          | Suborbital                                          | Prova de míssils                                    | 10 d'octubre                                       | Reeixit                                            |
| 10 d'octubre         | Apogeu: 100 km |                                                                |                                                     |                                                     |                                                    |                                                    |
| 11 d'octubre 12:45   | Alemanya - Unió Soviètica - R-2E | Alemanya - Unió Soviètica - R-2E                               | Unió Soviètica - Kapustin Iar                       | Unió Soviètica - Kapustin Iar                       | Unió Soviètica - OKB-1                             | Unió Soviètica - OKB-1                             |
| 11 d'octubre 12:45   | | OKB-1                                                          | Suborbital                                          | Prova de míssils                                    | 11 d'octubre                                       | Error de llançament                                |
| 11 d'octubre 12:45   | Apogeu: 100 km |                                                                |                                                     |                                                     |                                                    |                                                    |
| 12 d'octubre         | Alemanya - Unió Soviètica - R-1 | Alemanya - Unió Soviètica - R-1                                | Unió Soviètica - Kapustin Iar                       | Unió Soviètica - Kapustin Iar                       | Unió Soviètica - OKB-1                             | Unió Soviètica - OKB-1                             |
| 12 d'octubre         | | OKB-1                                                          | Suborbital                                          | Prova de míssils                                    | 12 d'octubre                                       | Reeixit                                            |
| 12 d'octubre         | Apogeu: 100 km |                                                                |                                                     |                                                     |                                                    |                                                    |
| 13 d'octubre         | Alemanya - Unió Soviètica - R-1 | Alemanya - Unió Soviètica - R-1                                | Unió Soviètica - Kapustin Iar                       | Unió Soviètica - Kapustin Iar                       | Unió Soviètica - OKB-1                             | Unió Soviètica - OKB-1                             |
| 13 d'octubre         | | OKB-1                                                          | Suborbital                                          | Prova de míssils                                    | 13 d'octubre                                       | Reeixit                                            |
| 13 d'octubre         | Apogeu: 100 km |                                                                |                                                     |                                                     |                                                    |                                                    |
| 13 d'octubre         | Alemanya - Unió Soviètica - R-1 | Alemanya - Unió Soviètica - R-1                                | Unió Soviètica - Kapustin Iar                       | Unió Soviètica - Kapustin Iar                       | Unió Soviètica - OKB-1                             | Unió Soviètica - OKB-1                             |
| 13 d'octubre         | | OKB-1                                                          | Suborbital                                          | Prova de míssils                                    | 13 d'octubre                                       | Reeixit                                            |
| 13 d'octubre         | Apogeu: 100 km |                                                                |                                                     |                                                     |                                                    |                                                    |
| 15 d'octubre         | Alemanya - Unió Soviètica - R-1 | Alemanya - Unió Soviètica - R-1                                | Unió Soviètica - Kapustin Iar                       | Unió Soviètica - Kapustin Iar                       | Unió Soviètica - OKB-1                             | Unió Soviètica - OKB-1                             |
| 15 d'octubre         | | OKB-1                                                          | Suborbital                                          | Prova de míssils                                    | 15 d'octubre                                       | Reeixit                                            |
| 15 d'octubre         | Apogeu: 100 km |                                                                |                                                     |                                                     |                                                    |                                                    |
| 18 d'octubre         | Alemanya - Unió Soviètica - R-1 | Alemanya - Unió Soviètica - R-1                                | Unió Soviètica - Kapustin Iar                       | Unió Soviètica - Kapustin Iar                       | Unió Soviètica - OKB-1                             | Unió Soviètica - OKB-1                             |
| 18 d'octubre         | | OKB-1                                                          | Suborbital                                          | Prova de míssils                                    | 18 d'octubre                                       | Reeixit                                            |
| 18 d'octubre         | Apogeu: 100 km |                                                                |                                                     |                                                     |                                                    |                                                    |
| 19 d'octubre         | Alemanya - Unió Soviètica - R-1 | Alemanya - Unió Soviètica - R-1                                | Unió Soviètica - Kapustin Iar                       | Unió Soviètica - Kapustin Iar                       | Unió Soviètica - OKB-1                             | Unió Soviètica - OKB-1                             |
| 19 d'octubre         | | OKB-1                                                          | Suborbital                                          | Prova de míssils                                    | 19 d'octubre                                       | Reeixit                                            |
| 19 d'octubre         | Apogeu: 100 km |                                                                |                                                     |                                                     |                                                    |                                                    |
| 22 d'octubre         | Alemanya - Unió Soviètica - R-1 | Alemanya - Unió Soviètica - R-1                                | Unió Soviètica - Kapustin Iar                       | Unió Soviètica - Kapustin Iar                       | Unió Soviètica - OKB-1                             | Unió Soviètica - OKB-1                             |
| 22 d'octubre         | | OKB-1                                                          | Suborbital                                          | Prova de míssils                                    | 22 d'octubre                                       | Reeixit                                            |
| 22 d'octubre         | Apogeu: 100 km |                                                                |                                                     |                                                     |                                                    |                                                    |
| 23 d'octubre         | Alemanya - Unió Soviètica - R-1 | Alemanya - Unió Soviètica - R-1                                | Unió Soviètica - Kapustin Iar                       | Unió Soviètica - Kapustin Iar                       | Unió Soviètica - OKB-1                             | Unió Soviètica - OKB-1                             |
| 23 d'octubre         | | OKB-1                                                          | Suborbital                                          | Prova de míssils                                    | 23 d'octubre                                       | Reeixit                                            |
| 23 d'octubre         | Apogeu: 100 km |                                                                |                                                     |                                                     |                                                    |                                                    |
| 18 de novembre 16:03 | Alemanya - V-2 | Alemanya - V-2                                                 | Estats Units - White Sands LC-33                    | Estats Units - White Sands LC-33                    | Estats Units - Exèrcit dels Estats Units d'Amèrica | Estats Units - Exèrcit dels Estats Units d'Amèrica |
| 18 de novembre 16:03 | Estats Units - GRENADES | Exèrcit dels Estats Units d'Amèrica                            | Suborbital                                          |                                                     | 18 de novembre                                     | Reeixit                                            |
| 18 de novembre 16:03 | Llançament del projecte Hermes, apogeu: 124 km |                                                                |                                                     |                                                     |                                                    |                                                    |
| 6 de desembre        | Estats Units - Aerobee XASR-SC-1 | Estats Units - Aerobee XASR-SC-1                               | Estats Units - White Sands LC-35                    | Estats Units - White Sands LC-35                    | Estats Units - Exèrcit dels Estats Units d'Amèrica | Estats Units - Exèrcit dels Estats Units d'Amèrica |
| 6 de desembre        | | Exèrcit dels Estats Units d'Amèrica                            | Suborbital                                          | Missió d'aeronomia de mostreig d'aire               | 6 de desembre                                      | Error de llançament                                |
| 6 de desembre        | No va arribar a la línia de Karman; Apogeu: 64.9 km |                                                                |                                                     |                                                     |                                                    |                                                    |
| 8 de desembre 19:15  | Alemanya - V-2 | Alemanya - V-2                                                 | Estats Units - White Sands LC-33                    | Estats Units - White Sands LC-33                    | Estats Units - Exèrcit dels Estats Units d'Amèrica | Estats Units - Exèrcit dels Estats Units d'Amèrica |
| 8 de desembre 19:15  | Estats Units - Blossom IVD | Exèrcit dels Estats Units d'Amèrica                            | Suborbital                                          | Biològic                                            | 8 de desembre                                      | Reeixit                                            |
| 8 de desembre 19:15  | Llançament del projecte Hermes, apogeu: 127 km, va portar l'Albert IV                                                                                            |                                                                |                                                     |                                                     |                                                    |                                                    |
| 1950                 | |                                                                |                                                     |                                                     |                                                    |                                                    |
| 9 de febrer 21:44    | Estats Units - Viking | Estats Units - Viking                                          | Estats Units - White Sands ALA-1                    | Estats Units - White Sands ALA-1                    | Estats Units - Marina dels Estats Units d'Amèrica  | Estats Units - Marina dels Estats Units d'Amèrica  |
| 9 de febrer 21:44    | Estats Units - Viking 3 | NRL                                                            | Suborbital                                          | Solar Imatgeria                                     | 9 de febrer                                        | Error de llançament                                |
| 9 de febrer 21:44    | Es va desviar del seu curs, no va poder arribar a l'espai, Apogeu: 80.5 km                                                                                       |                                                                |                                                     |                                                     |                                                    |                                                    |
| 17 de febrer 18:01   | Alemanya - V-2 | Alemanya - V-2                                                 | Estats Units - White Sands LC-33                    | Estats Units - White Sands LC-33                    | Estats Units - Exèrcit dels Estats Units d'Amèrica | Estats Units - Exèrcit dels Estats Units d'Amèrica |
| 17 de febrer 18:01   | | Exèrcit dels Estats Units d'Amèrica                            | Suborbital                                          |                                                     | 17 de febrer                                       | Reeixit                                            |
| 17 de febrer 18:01   | Llançament del projecte Hermes, apogeu: 148 km |                                                                |                                                     |                                                     |                                                    |                                                    |
| 26 d'abril 01:11     | Estats Units - Aerobee XASR-SC-2 | Estats Units - Aerobee XASR-SC-2                               | Estats Units - White Sands LC-35                    | Estats Units - White Sands LC-35                    | Estats Units - Marina dels Estats Units d'Amèrica  | Estats Units - Marina dels Estats Units d'Amèrica  |
| 26 d'abril 01:11     | | Exèrcit dels Estats Units d'Amèrica                            | Suborbital                                          | Atmosfèric                                          | 26 d'abril                                         | Reeixit                                            |
| 26 d'abril 01:11     | Apogeu: 100 km |                                                                |                                                     |                                                     |                                                    |                                                    |
| 12 de maig 03:08     | Estats Units - Viking | Estats Units - Viking                                          | Estats Units - USS Norton Sound, PO-8               | Estats Units - USS Norton Sound, PO-8               | Estats Units - Marina dels Estats Units d'Amèrica  | Estats Units - Marina dels Estats Units d'Amèrica  |
| 12 de maig 03:08     | Estats Units - Viking 4 | Marina dels Estats Units d'Amèrica                             | Suborbital                                          | Ionosfèric Aeronomia                                | 12 de maig                                         | Reeixit                                            |
| 12 de maig 03:08     | Apogeu: 171 km |                                                                |                                                     |                                                     |                                                    |                                                    |
| 17 d'agost 15:45     | Estats Units - Aerobee RTV-N-10 | Estats Units - Aerobee RTV-N-10                                | Estats Units - White Sands LC-35                    | Estats Units - White Sands LC-35                    | Estats Units - Marina dels Estats Units d'Amèrica  | Estats Units - Marina dels Estats Units d'Amèrica  |
| 17 d'agost 15:45     | | APL                                                            | Suborbital                                          | Espectrometria                                      | 17 d'agost                                         | Reeixit                                            |
| 17 d'agost 15:45     | Apogeu: 101 km |                                                                |                                                     |                                                     |                                                    |                                                    |
| 31 d'agost 17:09     | Alemanya - V-2 | Alemanya - V-2                                                 | Estats Units - White Sands LC-33                    | Estats Units - White Sands LC-33                    | Estats Units - Exèrcit dels Estats Units d'Amèrica | Estats Units - Exèrcit dels Estats Units d'Amèrica |
| 31 d'agost 17:09     | Estats Units - Blossom IVG | Exèrcit dels Estats Units d'Amèrica                            | Suborbital                                          | Biològic                                            | 31 d'agost                                         | Reeixit                                            |
| 31 d'agost 17:09     | Llançament del projecte Hermes, apogeu: 137 km, va portar un ratolí                                                                                              |                                                                |                                                     |                                                     |                                                    |                                                    |
| 21 d'octubre         | Alemanya - Unió Soviètica - R-2 | Alemanya - Unió Soviètica - R-2                                | Unió Soviètica - Kapustin Iar                       | Unió Soviètica - Kapustin Iar                       | Unió Soviètica - OKB-1                             | Unió Soviètica - OKB-1                             |
| 21 d'octubre         | | OKB-1                                                          | Suborbital                                          | Prova de míssils                                    | 21 d'octubre                                       | Reeixit                                            |
| 21 d'octubre         | Apogeu: 150 km, vol inaugural del R-2 |                                                                |                                                     |                                                     |                                                    |                                                    |
| 1 de novembre        | Alemanya - Unió Soviètica - R-2 | Alemanya - Unió Soviètica - R-2                                | Unió Soviètica - Kapustin Iar                       | Unió Soviètica - Kapustin Iar                       | Unió Soviètica - OKB-1                             | Unió Soviètica - OKB-1                             |
| 1 de novembre        | | OKB-1                                                          | Suborbital                                          | Prova de míssils                                    | 1 de novembre                                      | Reeixit                                            |
| 1 de novembre        | Apogeu: 150 km |                                                                |                                                     |                                                     |                                                    |                                                    |
| 1 de novembre        | Alemanya - Unió Soviètica - R-2 | Alemanya - Unió Soviètica - R-2                                | Unió Soviètica - Kapustin Iar                       | Unió Soviètica - Kapustin Iar                       | Unió Soviètica - OKB-1                             | Unió Soviètica - OKB-1                             |
| 1 de novembre        | | OKB-1                                                          | Suborbital                                          | Prova de míssils                                    | 1 de novembre                                      | Reeixit                                            |
| 1 de novembre        | Apogeu: 150 km |                                                                |                                                     |                                                     |                                                    |                                                    |
| 1 de novembre        | Alemanya - Unió Soviètica - R-2 | Alemanya - Unió Soviètica - R-2                                | Unió Soviètica - Kapustin Iar                       | Unió Soviètica - Kapustin Iar                       | Unió Soviètica - OKB-1                             | Unió Soviètica - OKB-1                             |
| 1 de novembre        | | OKB-1                                                          | Suborbital                                          | Prova de míssils                                    | 1 de novembre                                      | Reeixit                                            |
| 1 de novembre        | Apogeu: 150 km |                                                                |                                                     |                                                     |                                                    |                                                    |
| 1 de novembre        | Alemanya - Unió Soviètica - R-2 | Alemanya - Unió Soviètica - R-2                                | Unió Soviètica - Kapustin Iar                       | Unió Soviètica - Kapustin Iar                       | Unió Soviètica - OKB-1                             | Unió Soviètica - OKB-1                             |
| 1 de novembre        | | OKB-1                                                          | Suborbital                                          | Prova de míssils                                    | 1 de novembre                                      | Reeixit                                            |
| 1 de novembre        | Apogeu: 150 km |                                                                |                                                     |                                                     |                                                    |                                                    |
| 1 de novembre        | Alemanya - Unió Soviètica - R-2 | Alemanya - Unió Soviètica - R-2                                | Unió Soviètica - Kapustin Iar                       | Unió Soviètica - Kapustin Iar                       | Unió Soviètica - OKB-1                             | Unió Soviètica - OKB-1                             |
| 1 de novembre        | | OKB-1                                                          | Suborbital                                          | Prova de míssils                                    | 1 de novembre                                      | Reeixit                                            |
| 1 de novembre        | Apogeu: 150 km |                                                                |                                                     |                                                     |                                                    |                                                    |
| 9 de novembre        | Alemanya - Estats Units - Hermes B-1 | Alemanya - Estats Units - Hermes B-1                           | Estats Units - White Sands LC-33                    | Estats Units - White Sands LC-33                    | Estats Units - Exèrcit dels Estats Units d'Amèrica | Estats Units - Exèrcit dels Estats Units d'Amèrica |
| 9 de novembre        | Estats Units - Hermes II | Exèrcit dels Estats Units d'Amèrica                            | Suborbital                                          | Prova de míssils                                    | 9 de novembre                                      | Reeixit                                            |
| 9 de novembre        | Llançament del projecte Hermes, apogeu: 150 km |                                                                |                                                     |                                                     |                                                    |                                                    |
| 21 de novembre 17:18 | Estats Units - Viking | Estats Units - Viking                                          | Estats Units - White Sands ALA-1                    | Estats Units - White Sands ALA-1                    | Estats Units - Marina dels Estats Units d'Amèrica  | Estats Units - Marina dels Estats Units d'Amèrica  |
| 21 de novembre 17:18 | Estats Units - Viking 5 | NRL                                                            | Suborbital                                          | Solar Ionosfèric                                    | 21 de novembre                                     | Reeixit                                            |
| 21 de novembre 17:18 | Apogeu: 174 km |                                                                |                                                     |                                                     |                                                    |                                                    |
| 1 de desembre        | Alemanya - Unió Soviètica - R-2 | Alemanya - Unió Soviètica - R-2                                | Unió Soviètica - Kapustin Iar                       | Unió Soviètica - Kapustin Iar                       | Unió Soviètica - OKB-1                             | Unió Soviètica - OKB-1                             |
| 1 de desembre        | | OKB-1                                                          | Suborbital                                          | Prova de míssils                                    | 1 de desembre                                      | Reeixit                                            |
| 1 de desembre        | Apogeu: 150 km |                                                                |                                                     |                                                     |                                                    |                                                    |
| 1 de desembre        | Alemanya - Unió Soviètica - R-2 | Alemanya - Unió Soviètica - R-2                                | Unió Soviètica - Kapustin Iar                       | Unió Soviètica - Kapustin Iar                       | Unió Soviètica - OKB-1                             | Unió Soviètica - OKB-1                             |
| 1 de desembre        | | OKB-1                                                          | Suborbital                                          | Prova de míssils                                    | 1 de desembre                                      | Reeixit                                            |
| 1 de desembre        | Apogeu: 150 km |                                                                |                                                     |                                                     |                                                    |                                                    |
| 1 de desembre        | Alemanya - Unió Soviètica - R-2 | Alemanya - Unió Soviètica - R-2                                | Unió Soviètica - Kapustin Iar                       | Unió Soviètica - Kapustin Iar                       | Unió Soviètica - OKB-1                             | Unió Soviètica - OKB-1                             |
| 1 de desembre        | | OKB-1                                                          | Suborbital                                          | Prova de míssils                                    | 1 de desembre                                      | Reeixit                                            |
| 1 de desembre        | Apogeu: 150 km |                                                                |                                                     |                                                     |                                                    |                                                    |
| 12 de desembre 07:04 | Estats Units - Viking | Estats Units - Viking                                          | Estats Units - White Sands ALA-1                    | Estats Units - White Sands ALA-1                    | Estats Units - Marina dels Estats Units d'Amèrica  | Estats Units - Marina dels Estats Units d'Amèrica  |
| 12 de desembre 07:04 | Estats Units - Viking 6 | Marina dels Estats Units d'Amèrica                             | Suborbital                                          |                                                     | 12 de desembre                                     | Error de llançament                                |
| 12 de desembre 07:04 | Apogeu: 64 km |                                                                |                                                     |                                                     |                                                    |                                                    |
| 12 de desembre 18:26 | Estats Units - Aerobee RTV-A-1 | Estats Units - Aerobee RTV-A-1                                 | Estats Units - Holloman LC-A                        | Estats Units - Holloman LC-A                        | Estats Units - ARDC                                | Estats Units - ARDC                                |
| 12 de desembre 18:26 | | ARDC                                                           | Suborbital                                          |                                                     | 12 de desembre                                     | Reeixit                                            |
| 12 de desembre 18:26 | Apogeu: 106 km |                                                                |                                                     |                                                     |                                                    |                                                    |
| 20 de desembre       | Alemanya - Unió Soviètica - R-2 | Alemanya - Unió Soviètica - R-2                                | Unió Soviètica - Kapustin Iar                       | Unió Soviètica - Kapustin Iar                       | Unió Soviètica - OKB-1                             | Unió Soviètica - OKB-1                             |
| 20 de desembre       | | OKB-1                                                          | Suborbital                                          | Prova de míssils                                    | 20 de desembre                                     | Error de llançament                                |
| 20 de desembre       | Apogeu: 150 km |                                                                |                                                     |                                                     |                                                    |                                                    |